# ボフスラフ・チェルノホルスキー

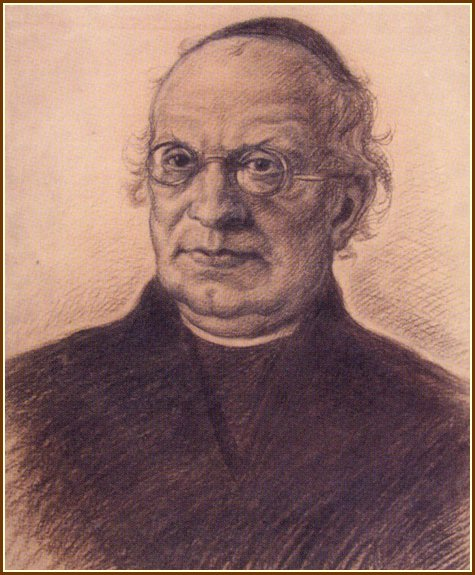

ボフスラフ・マチェイ・チェルノホルスキー（Bohuslav Matej Černohorský, 1684年2月16日 - 1742年7月1日）はバロック時代のチェコの作曲家でオルガン教師。
チェルノフルスキーは、プラハの東45kmほどの街、ニムブルクで生まれ、プラハで論理学を学んだ。1703年にフランシスコ会に入信し、1715年からパドヴァの聖アンナ教会の聖歌隊指揮者となった。1728年にプラハに戻りオルガン教師の職を得、1739年には聖ヤコブス教会の音楽監督に就任した。1742年にグラーツで亡くなった。オルガンのための《前奏曲とフーガ》の他、モテット、連祷、晩祷、1曲の《レジナ・チェリ》が遺された。彼の作品の多くは、1754年の火災で焼失してしまった。